# Museu Etnogràfic de Ripoll
El Museu Etnogràfic de Ripoll és un museu ubicat a Ripoll. Després de 10 anys tancat, el museu va obrir el 2011, amb l'objectiu de seguir preservant i enriquint el seu fons i divulgar un llegat que ajuda a entendre una societat a partir d'un patrimoni material i immaterial, del qual destaquen les col·leccions relacionades amb els pastors, la pagesia, els oficis, la religiositat popular, la farga catalana i el ferro forjat i les armes de foc portàtils ripolleses. El museu es concep com un museu d'història i d'antropologia que té la missió de «treballar per a la recerca, la conservació, la interpretació i la difusió del patrimoni històric i cultural de la vila de Ripoll, de la comarca del Ripollès i dels Pirineus gironins, amb l'objectiu de contribuir decisivament al seu desenvolupament i projecció cultural i turística». És un dels museus d'etnografia més antics de Catalunya.

## Història
El museu es va inaugurar l'any 1929 amb el nom d'Arxiu Museu Folklòric de Sant Pere, tot i que la seva col·lecció s'havia iniciat cap al final del segle xix, quan a Catalunya, com a diversos indrets d'Europa, va néixer el moviment nacionalista. Els elements identitaris nacionals com el folklore, la pròpia història, la llengua, la geografia i altres elements culturals, van esdevenir cabdals, sobretot en aquells països que no gaudien de poder polític autònom. L'esperit de la Renaixença alimentà els estudis i les iniciatives en aquesta línia.
El projecte etnogràfic al Ripollès fou iniciat pel folklorista barceloní Rossend Serra i Pagès i el farmacèutic Tomàs Raguer i Fossas. Els 2 van començar a estudiar les formes de vida del Ripollès meticulosament, duent a terme un intens treball de camp amb l'objectiu de recopilar històries, llegendes, cançons... de la vida quotidiana del territori del Ripollès des del final del segle xix fins ben entrat el segle xx. Des d'un bon principi, l'actual Museu Etnogràfic de Ripoll mantingué la clara vocació de mostrar pedagògicament l'home en el seu entorn econòmic antic.
Aquesta primera investigació va finalitzar quan va produir-se el procés d'industrialització a la zona, quan la zona va rebre una important immigració del sud d'Espanya, amb una cultura diferent. Serra i Pagès i Rager van ser ajudats per un grup de folkloristes, provinents de diversos llocs de la comarca del Ripollès, i també per estudiosos i universitaris de Barcelona, amb vincles i estades a diferents indrets d'Europa.
Altres col·laboradors destacats foren el grup de farmacèutics, on destaquen Ramir Mirapeix i Pagès, Zenó Puig i Sala i Lluís Vaquer i Clapera; o el propietari rural Salvador Vilarrasa i Vall, el comerciant ripollès Agustí Casanova i Marquet, i clergues com Mn. Josep Raguer i Carbonell, Mn. Manuel Caballeria i Budallés qui, juntament amb R. Serra, T. Raguer, R. Mirapeix, S. Vilarrasa, Mn. Josep Maideu i Mn. Damià Torrents. Destaca també la col·laboració externa del filòleg Mn. Antoni Griera, el folklorista Joan Amades o l'etnògraf Ramon Violant i Simorra. Posteriorment, l'industrial fargaire Ramon Casanova i Danés i altres s'anaren afegint a la tasca.

### Inauguració

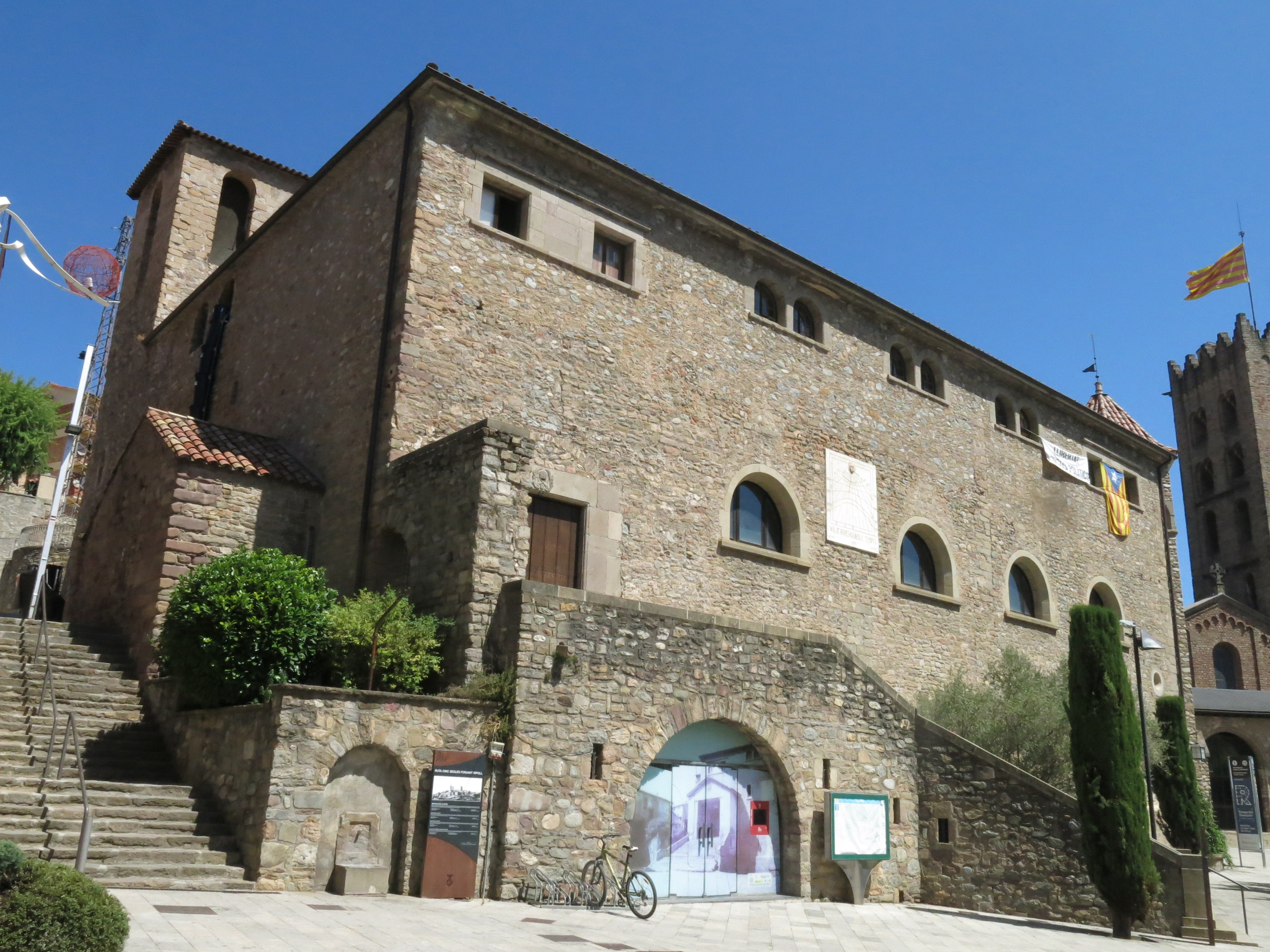
Sant Pere de Ripoll, antiga seu del museu

Quan es va inaugurar l'Arxiu Museu Folklòric de Sant Pere, en un pis superior de l'església de Sant Pere de Ripoll, l'àrea d'abast de les primeres col·leccions es basava principalment en l'estudi del Ripollès, fent especialment atenció a Ripoll. En aquella època la gent de la zona es dedicava bàsicament a la pagesia i progressivament es van anar especialitzant en la metal·lúrgia, procés que es va iniciar al segle xv i que va anar guanyant pes econòmic fins que va tenir la seva esplendor a finals del XIX, quan el ferro esdevindrà un dels principals motors econòmics i de transformació social a la zona. El primer patronat estava compost per Tomàs Raguer, Zenó Puig, Agustí Casanova i Josep Raguer i el presidia el rector, Bernat Fargas.
El museu comptava doncs amb cinc espais diferenciats: un per preservar la documentació arxivística, un segon que servia de biblioteca i tres sales per exhibir-hi la col·lecció folklòrica. Entre els anys 1933 i 1935 es produeix una ampliació dedicada principalment a les imatges i objectes de culte i a les labors de filat i teixit. El 1936 s'instal·lava en una nova sala, ubicada a la nau central de les golfes, la secció religiosa.

### Guerra civil
Durant la Guerra Civil Espanyola el museu va contactar amb Agustí Duran i Sanpere, qui llavors era el responsable del Servei de Protecció d'Arxius creat per la Generalitat de Catalunya, i li envià la relació d'un conjunt d'objectes i documents d'interès que s'estaven catalogant, amb el desig de salvaguardar el patrimoni. Tot i això, durant la contrada es van produir diversos saqueigs d'art religiós i d'armes. Els objectes més valuosos es van guardar en 30 caixes finançades per la Generalitat Republicana.

### Consolidació
Durant els primers anys de postguerra la vida cultural de la ciutat es va veure molt afectada. La institució va patir diversos canvis en el seu patronat degut a nomenaments polítics. El poble, tot i continuar fent donacions de materials, es va distanciar una mica del museu, que tampoc va rebre molt suport del franquisme, ja que documentava uns plantejaments ideològics i il·lustrats dels quals el franquisme era enemic.
Anys després quan Franco ja estava a punt de morir i va guanyar pes de nou l'activisme polític, en aquest període Eudald Graells i Puig agafà un paper molt destacat com a director del museu. El seu posicionament fou considerar Ripoll com a primer centre metal·lúrgic de Catalunya en els segles xvii i XVIII, un aspecte fins llavors poc valorat i escassament estudiat, que guanyà pes ràpidament. Durant aquest període el museu es va anar ampliant agafant cada vegada més espai de l'antiga església, que havia sigut dessacralitzada el 1946. Així, per exemple, el 1957 s'obri l'ala nord de les golfes del temple, el 1959 s'inauguraren dues sales dedicades a la farga catalana i manufactures derivades, el 1960 una sala dedicada a ceràmica, vidre, coure, aram i llauna, el 1971 es reserva un espai per a l'arxivística. El 1981 es va obrir un espai dedicat a la prehistòria comarcal, amb més de 5.000 objectes distribuïts en tretze sales.
| «                      | La finalitat del museu no és altra que contribuir eficaçment a la salvaguarda del patrimoni cultural, històric, artístic i espiritual del poble i, al mateix temps, posar aquest patrimoni al servei de la societat present i futura, per a la seva educació i desenvolupament | » |
| — Eudald Graells, 1986 | |   |

Quan va morir Graells, el 1992, es va crear un patronat amb representació de l'Ajuntament de Ripoll, el Consell Comarcal del Ripollès i el Bisbat de Vic, i es nomena nova directora a M. Àngels Esponam, qui s'encarrega de professionalitzar la institució i fer les gestions necessàries per poder inscriure el museu al Registre de Museus de la Generalitat de Catalunya.
L'any 2000 el Museu va tancar de forma definitiva les portes al públic perquè les seves instal·lacions no reunien les condicions mínimes com a equipament públic.

### Reinauguració

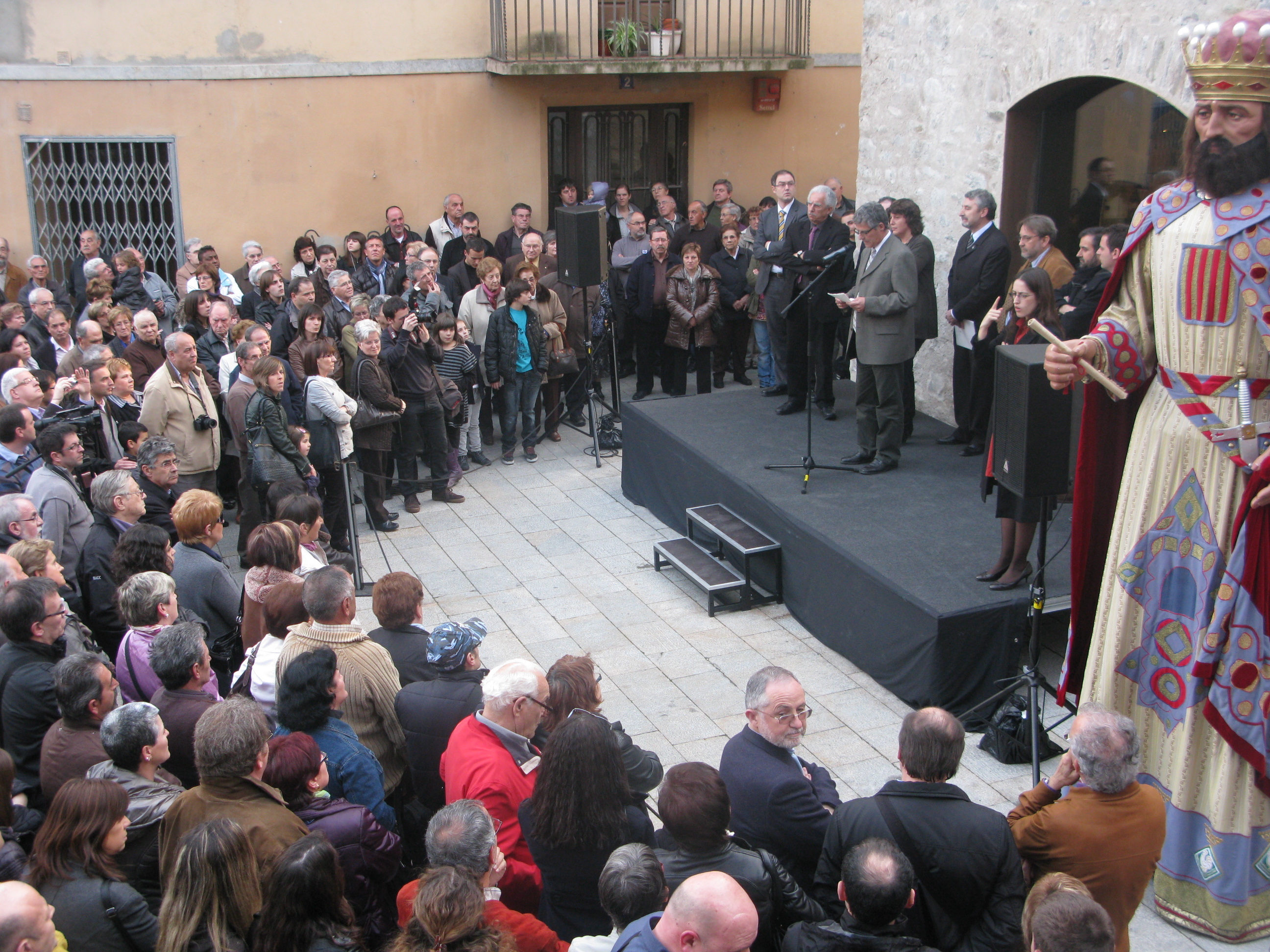
Dia de la inauguració Museu de Ripoll, el 2011

L'any 2011, un cop completat un període de reestructuració, tornà a obrir després d'haver viscut una reeixida modernització. Per tots aquests anys de labor continuada, actualment el museu de Ripoll és un dels equipaments culturals més rellevants i renovadors de l'etnografia a Catalunya.
A l'acte d'inauguració van estar presents l'alcaldessa de Ripoll, Teresa Jordà, el delegat del Govern, Eudald Casadesús, el subdelegat del Govern de l'Estat, Francesc Francisco-Busquets, el diputat l'àrea de Cultura, Roger Zamorano, el director general de Patrimoni Cultural, Joan Pluma, el director general de Transport Terrestre del Ministeri de Foment, Manel Villalante, i mossèn Ramon Boqueras, en representació del Patronat del Museu.

## Missió
La missió del Museu Etnogràfic de Ripoll, és «documentar, estudiar, difondre i conservar el patrimoni etnològic material i immaterial, especialment del Ripollès, abastant els Pirineus de Girona i destacar-ne aquells aspectes originals que ens permeten explicar el passat i l'evolució social, cultural, econòmica i tècnica de la zona, partint d'un eix central, el treball del ferro, que ens ajudi a destacar la nostra identitat i a desenvolupar xarxes de treball i d'estudi al llarg del territori.»

## Edifici
La primera seu del museu fou un pis superior de l'església de Sant Pere de Ripoll. Després d'estar tancat deu anys per reformar-lo, es va obrir una nova seu a la plaça de l'Abat Oliba, dins de la casa senyorial de Can Budallés.

## Directors
- Tomàs Raguer i Fossas (1929-1946)
- Agustí Casanova i Marquet (1946-1955)
- Eudald Graells i Puig (1957-1992)
- M. Àngels Espona i Cascales (1994-2005)
- Florenci Crivillé i Estragués –conservador– (2005-2010)
- Roser Vilardell i Arévalo (a partir del 2010)

## Premis i reconeixements
- 2012 — Premi Nacional de Patrimoni Cultural[8][9]

## Galeria

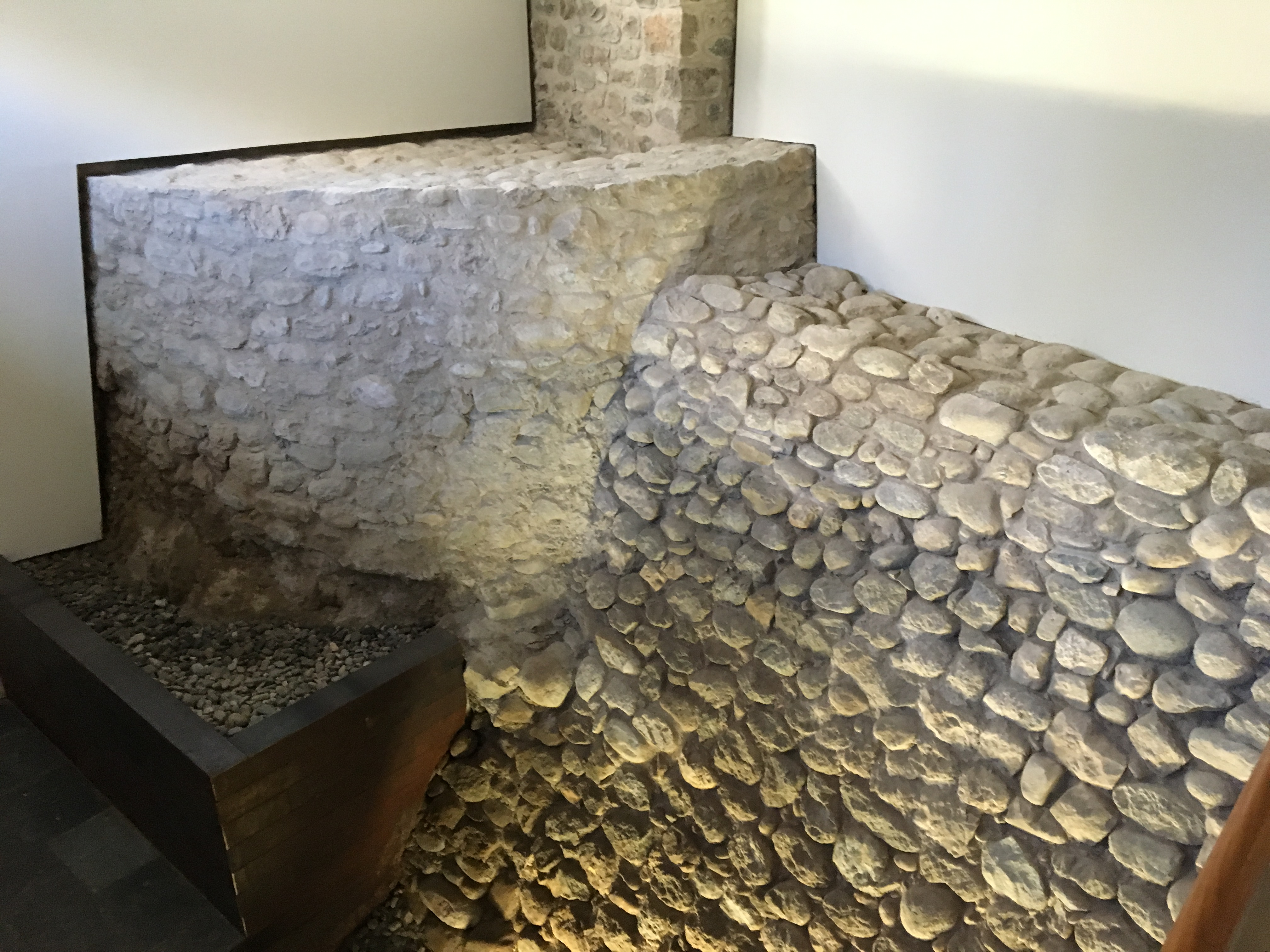
Part de les antigues muralles conservades dins el Museu etnogràfic de Ripoll
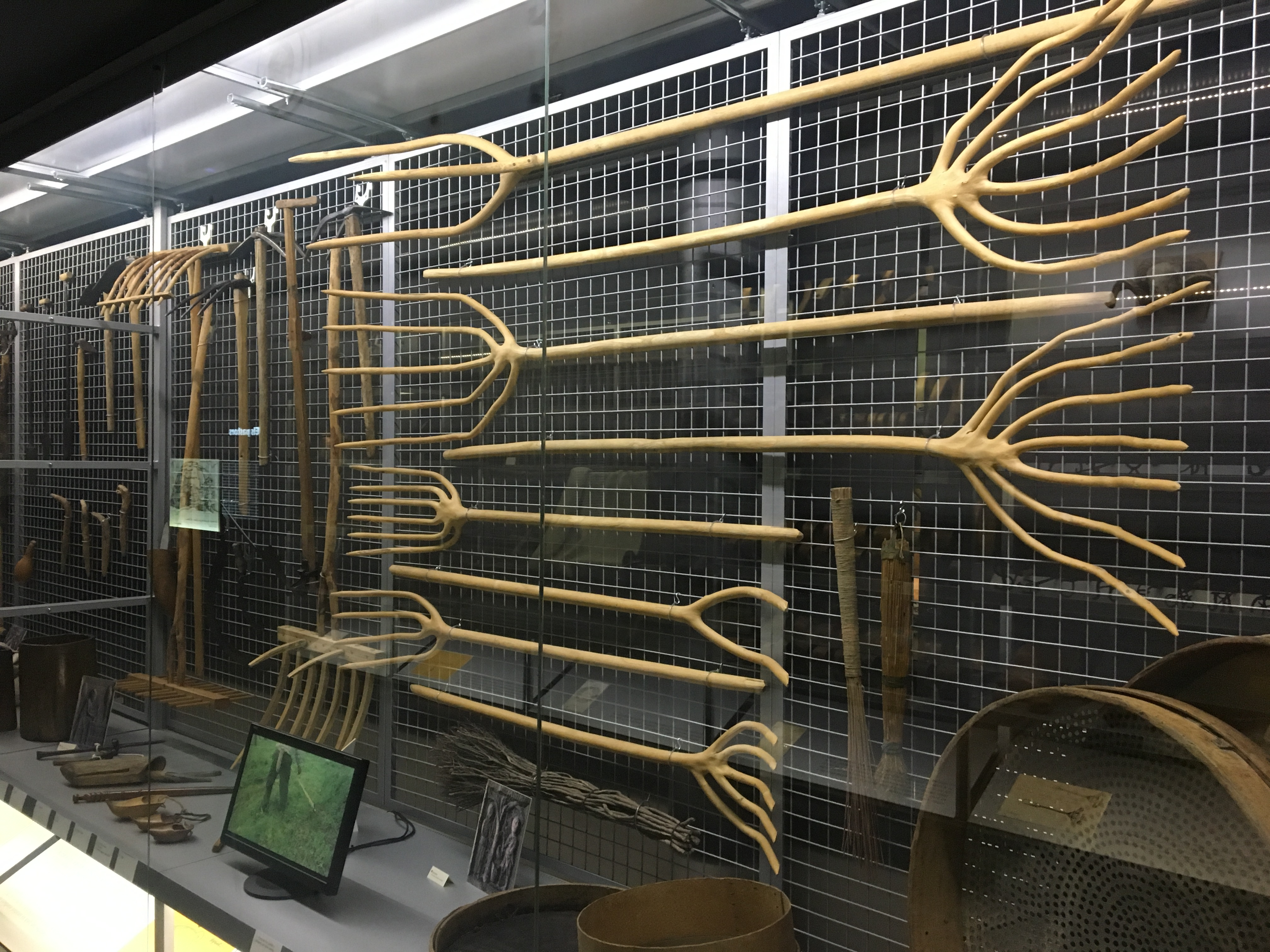
Col·lecció de forques i altres eines del museu etnogràfic de Ripoll
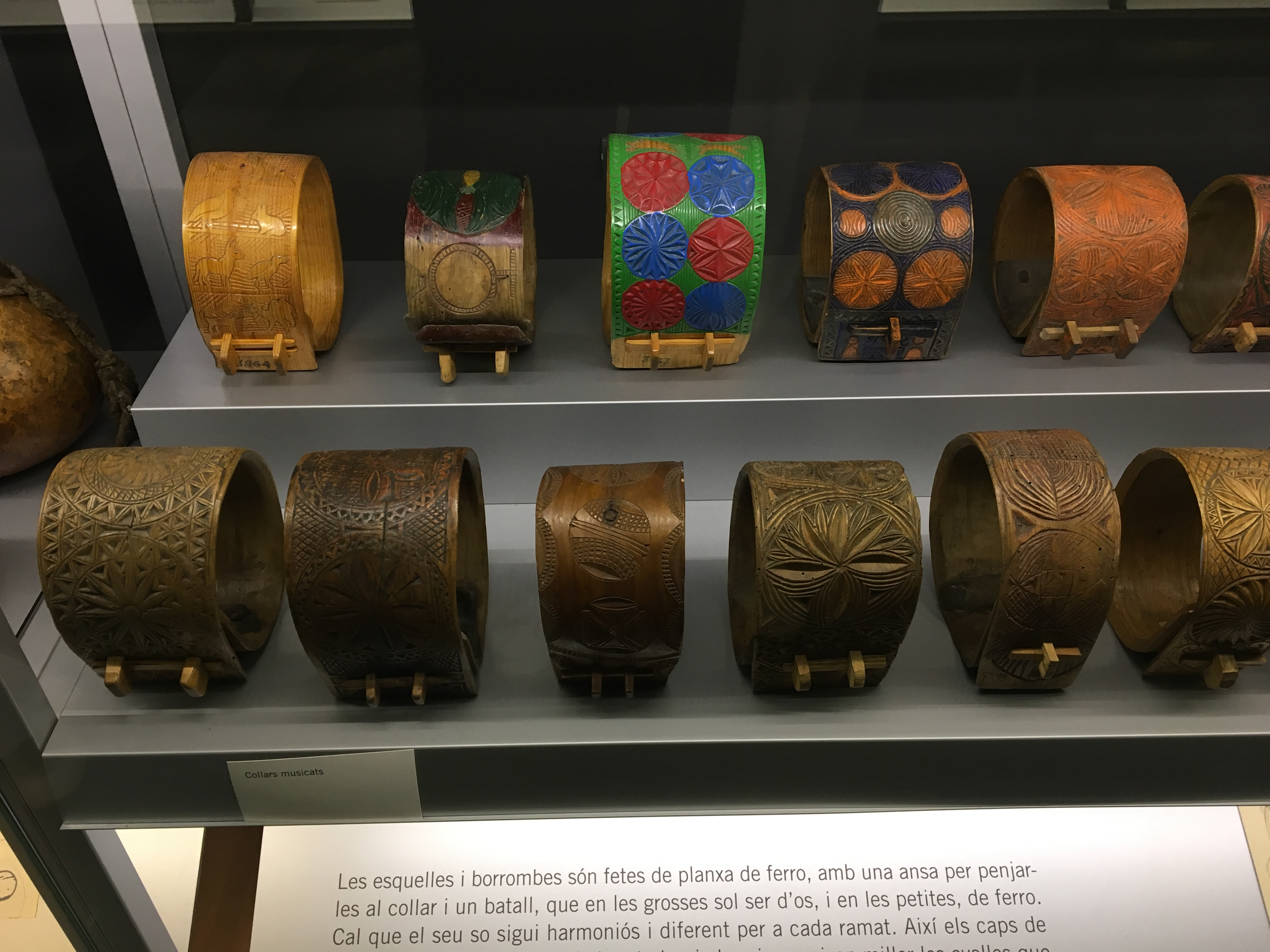
Collars musicats (amb gravats i dibuixos) dels que penjaven les esquelles i borrombes exposats al museu etnogràfic de Ripoll
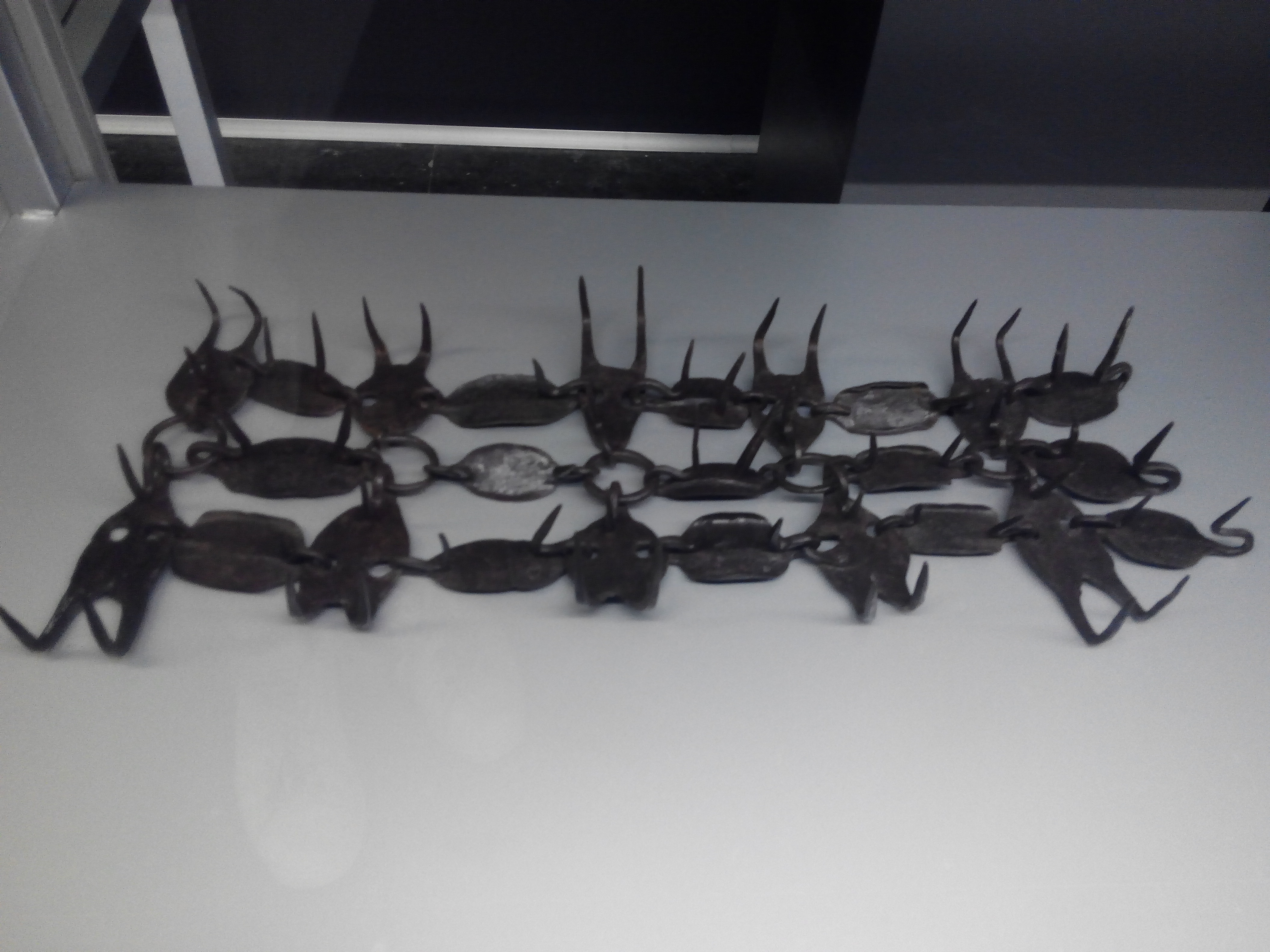
Collar amb punxes per a protegir els gossos de pastor dels atacs dels llops
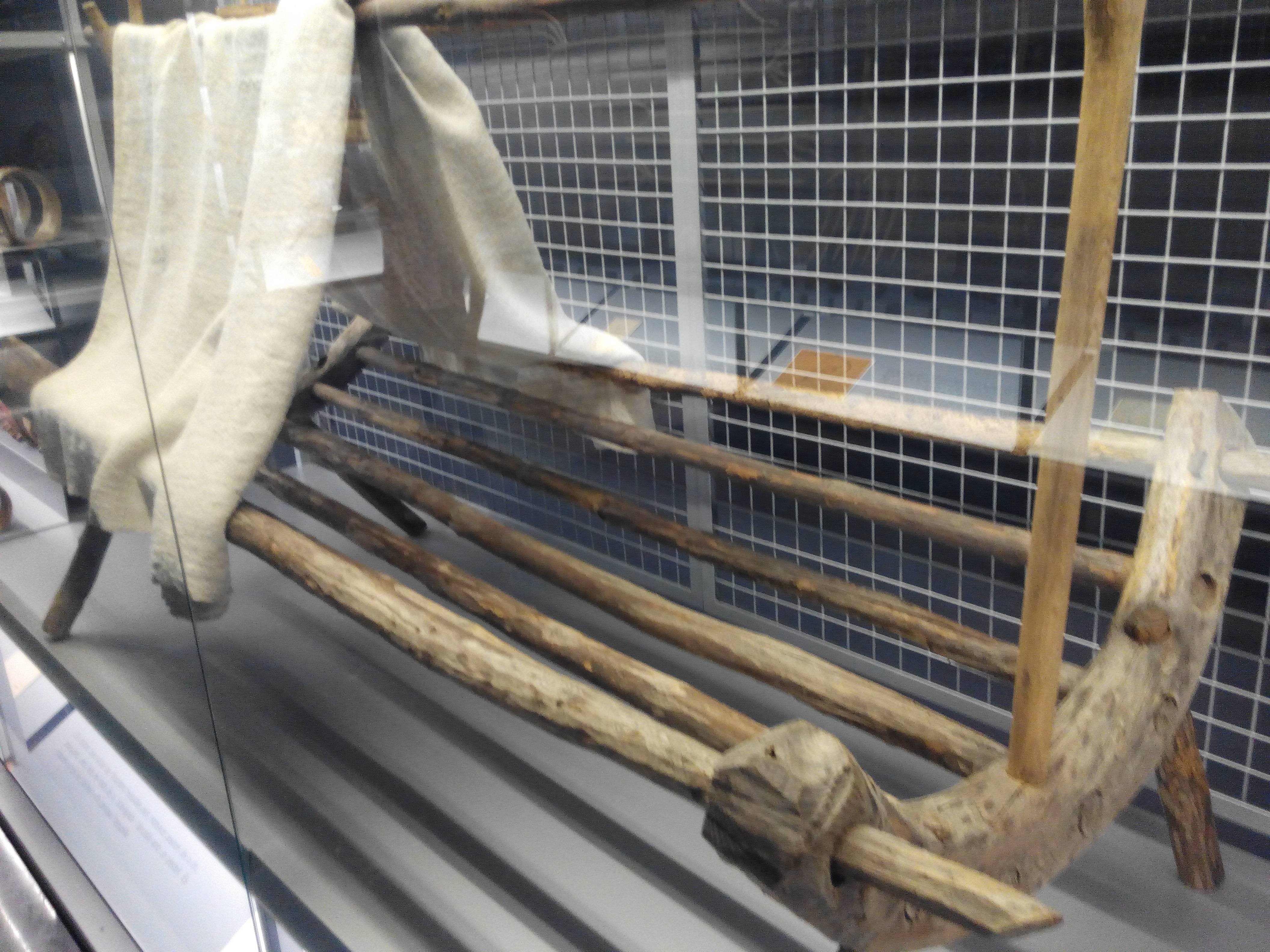
Burro de pastor, llit de fusta que es posava a prop de la pleta.